# Wipeout Pure
Wipeout Pure (стилизовано как wipE′out pṳrE) — аркадная гоночная игра, разработанная Studio Liverpool и изданная Sony Computer Entertainment для PlayStation Portable в 2005 году. Игра стала одним из стартовых проектов для этой платформы в Северной Америке и регионах PAL, выйдя в марте и сентябре соответственно. Являясь шестой частью серии Wipeout, игра разворачивается в 2197 году, ровно через 100 лет после событий Wipeout 2097, и посвящена соревнованиям игроков в антигравитационной гоночной лиге FX300.
Разработкой Wipeout Pure занималась Studio Liverpool, процесс создания игры начался в августе 2003 года и продолжался до начала 2005 года. В ходе разработки команда создала полностью новый пользовательский интерфейс и другие алгоритмы, которые ускорили процесс создания игры к североамериканскому запуску PlayStation Portable. После выхода игра получила положительные отзывы критиков. Рецензенты единодушно высоко оценили графику, дизайн трасс и общую эстетику, хотя некоторые отметили периодические колебания частоты кадров.

## Игровой процесс
Игра, как и её предшественницы, является представителем аркадных гонок. События игры разворачиваются в 2197 году (спустя 100 лет после событий Wipeout 2097), в самый разгар чемпионата антигравитационной гоночной лиги FX300. Игроку предстоит соревноваться с соперниками, пилотируя антигравитационный болид одной из восьми команд. Болид каждой команды различается по следующим характеристикам: управляемость, тяга, максимальная скорость и сила щита. Все болиды наделены специальными тормозами, которые позволяют проходить острые углы трасс, не теряя при этом много скорости.
Во время гонки, пилоты могут подбирать различное оружие (например, самонаводящаяся ракета) и защитные средства (например, щит) для того, чтобы замедлить и уничтожить своих противников или защитить себя соответственно. Если энергия щита болида игрока достигнет критической отметки, то он взорвётся и гонка будет сразу засчитана как проигранная. Энергию щита можно восстанавливать, поглощая подобранный на трассе бонус.
Wipeout Pure является одной из первых игр на PlayStation Portable, которые поддерживают загружаемый контент.

### Режимы игры
Всего в игре есть пять режимов игры:
- Single Race (рус. Одиночная гонка): доступен как в однопользовательской, так и многопользовательской игре.
- Tournament (рус. Турнир): серия гонок на нескольких трассах, где победитель определяется подсчётом общего количества баллов, заработанного за все гонки. Доступен как в однопользовательской, так и многопользовательской игре.
- Time Trial (рус. Испытание на время): режим, в котором игроку нужно как можно быстрее пролететь трассу и побить предыдущий рекорд. Доступен как в однопользовательской, так и многопользовательской игре.
- Zone (рус. Зона): режим, в котором игроку нужно пролететь как можно больше кругов в то время, как скорость болида постепенно увеличивается. Доступен только в однопользовательской игре.
- Free Play (рус. Свободная игра): режим практики, в котором игрок может отточить свои навыки пилота на выбранной трассе. Доступен только в однопользовательской игре.

## Разработка игры
Разработкой Wipeout Pure занималась ливерпульская студия Studio Liverpool. Предварительная работа над проектом началась в августе 2003 года, а основная разработка — в октябре того же года, когда над игрой трудились всего два сотрудника. Команда получила комплекты для разработки PlayStation Portable в августе 2004 года; к этому моменту штат разработчиков увеличился до двадцати человек. Дэйв Берроуз, один из двух первоначальных сотрудников, стоявших у истоков концепции игры, в ретроспективном анализе отметил, что студии пришлось учиться на ошибках, допущенных при создании предшественника — Wipeout Fusion. Берроуз указал, что одной из главных трудностей разработки стали постоянные конфликты между художниками и дизайнерами: сначала дизайнеры создавали трассу для игры, затем передавали её художникам, продолжая при этом вносить изменения. Берроуз также упомянул, что инструменты редактирования требовали многочасовой «настройки», что в итоге не способствовало эффективному рабочему процессу.
В процессе разработки команда стремилась как можно быстрее создать играбельную версию для тестирования. Берроуз пояснил, что Studio Liverpool пришлось создавать пользовательский интерфейс «с нуля», а также разрабатывать динамику, искусственный интеллект и базовые элементы игры прежде, чем можно было приступить к тестированию. Разработка каждого из этих аспектов была разделена на шестинедельные циклы; Берроуз отметил, что вместо того, чтобы тратить шесть недель на проектирование и доведение до совершенства всех видов оружия в игре, команда уделяла по три дня на разработку каждого вида оружия по отдельности, а не одновременно. Берроуз вспоминал, что при разработке Wipeout Fusion в Studio Liverpool половина времени уходила на создание пользовательского интерфейса для редактора. Поскольку команда понимала, что Wipeout Pure должна быть готова к выпуску одновременно с выходом PlayStation Portable, было принято решение создать новые плагины для Autodesk Maya, чтобы сэкономить время в процессе разработки.
После создания пользовательских плагинов Берроуз утверждал, что команда могла создавать и тестировать целые гоночные трассы в течение пяти минут. Пользовательский плагин для создания трасс представлял собой файл размером 450 килобайт, который содержал информацию о имеющихся полигонах и данные для искусственного интеллекта, что позволило сократить время создания трасс с шести часов до пяти минут. Для возможности быстрого запуска игры команда разработала интерфейс на языке разметки XML, что позволяло вносить изменения в контент в любое время. Однако Берроуз отметил, что единственным недостатком перевода всего контента в XML было постоянное опасение, что игра может стать слишком объемной и может не поместиться на Universal Media Disc игровой системы PlayStation Portable. Оформление обложки игры было разработано студией Popgun, которая также создавала логотипы для игр, выпускаемых EA Sports.
Для демонстрации возможностей PlayStation Portable команде необходимо было разработать систему загрузки, обеспечивающую доступ к будущему загружаемому контенту, включая новые трассы, музыку и корабли. Кроме того, Берроуз осознавал, что загружаемый контент может принести Studio Liverpool дополнительный доход. Для реализации этой возможности команде требовалось найти способ обойти проблемы, связанные с распознаванием загружаемых файлов консолью PlayStation Portable. Решение заключалось в использовании метода встраивания игровых данных в формат, который PlayStation Portable могла распознать; при этом применялся фиктивный файл на веб-приложении Java.

## Музыка
Как и в предшественницах, музыка в Wipeout Pure представляет собой сборник (в основном) лицензированной музыки от различных исполнителей электронной музыки. Wipeout Pure является последней игрой в серии, для которой композитор Тим Райт (также известный как CoLD SToRAGE) записал какую-либо музыку. Два трека специально для игры также записал Пол Хартнолл, один из двух участников на тот момент распавшегося дуэта Orbital. Список композиций в самой игре немного различается от официального саундтрека, выпущенного в том же 2005 году лейблом Distinct’ive Records.
Список композиций в официальном саундтреке:
| №                   | Название                                                        | Автор(ы)                       | Длительность |
| ------------------- | --------------------------------------------------------------- | ------------------------------ | ------------ |
| 1.                  | «Naks Acid»                                                     | Aphex Twin                     | 3:35         |
| 2.                  | «Onyx»                                                          | Тим Райт (CoLD SToRAGE)        | 5:26         |
| 3.                  | «Twister»                                                       | Drumattic Twins                | 3:36         |
| 4.                  | «Cross The Line»                                                | Elite Force                    | 3:35         |
| 5.                  | «Grand Theft (Edit)»                                            | Freq Nasty                     | 3:35         |
| 6.                  | «We Got Juice»                                                  | Friendly                       | 3:37         |
| 7.                  | «Room 2»                                                        | Jay Tripwire                   | 3:31         |
| 8.                  | «Flu Shot»                                                      | LFO                            | 3:50         |
| 9.                  | «Hellion»                                                       | Ming & FS                      | 3:33         |
| 10.                 | «Boot Up»                                                       | Пол Хартнолл                   | 1:41         |
| 11.                 | «Ignition»                                                      | Пол Хартнолл                   | 3:40         |
| 12.                 | «C-Note (Instrumental Mix)»                                     | Photek                         | 3:40         |
| 13.                 | «Bug»                                                           | Rennie Pilgrem & Roxiller      | 3:37         |
| 14.                 | «Night Mover»                                                   | Stanton Warriors               | 3:40         |
| 15.                 | «Crafty Youth»                                                  | Tayo Meets Acis Rockers Uptown | 3:27         |
| 16.                 | «MeanRed»                                                       | Thermoc                        | 3:39         |
| 17.                 | «Saxtrax» (бонусный трек, не включён в саму игру)               | Ils                            | 3:49         |
| 18.                 | «Pulse Of Edit (Edit)» (бонусный трек, не включён в саму игру)  | Way Out West                   | 4:02         |
| 19.                 | «Zulu (Original Score)» (бонусный трек, не включён в саму игру) | Hybrid                         | 2:27         |
| Общая длительность: | Общая длительность:                                             | Общая длительность:            | 1:08:08      |

Список композиций, вошедших в саму игру, но не в саундтрек:
| №  | Название       | Автор(ы)  | Длительность |
| -- | -------------- | --------- | ------------ |
| 1. | «Black Jack 3» | Plump DJs | 3:28         |
| 2. | «Goldrush»     | Tiesto    | 3:31         |
| 3. | «The System»   | T. Power  | 3:41         |
| 4. | «Kinection»    | Cosmos    | 3:48         |
| 5. | «Curves»       | Röyksopp  | 5:06         |

## Оценки игры
| Сводный рейтинг    | Сводный рейтинг |
| Агрегатор          | Оценка          |
| ------------------ | --------------- |
| GameRankings       | 88,26 %         |
| Metacritic         | 88%             |
| Иноязычные издания |                 |
| Издание            | Оценка          |
| 1UP.com            | 9/10            |
| Edge               | 8/10            |
| GamePro            | 4.5/5           |
| GameSpot           | 8.8/10          |
| GameSpy            | [ 15 ]          |
| GamesRadar+        | [ 16 ]          |
| IGN                | 9.3/10          |

После выхода Wipeout Pure получила положительные отзывы критиков. На агрегаторе Metacritic игра имеет средний балл 88 % на основе 53 рецензий.
Графическое оформление игры получило наиболее высокие оценки критиков. Райан Дэвис из GameSpot отметил, что визуальные эффекты были «великолепными» и захватывающими, как в дизайне кораблей, так и в деталях трасс. Дэвис отметил, что игра не всегда поддерживает стабильные 60 кадров в секунду, что иногда приводит к колебаниям частоты кадров. Обозреватель GamePro также высоко оценил визуальную составляющую, заявив, что «красивые» панорамные пейзажи опровергают представление о типичной графике портативных игровых систем. Райан О’Доннелл из IGN посчитал графику сильнейшей стороной игры, отмечая, что трассы, детализация оружия и дизайн кораблей были «прекрасными», однако периодические проблемы с частотой кадров не позволили достичь «совершенства». Дэниел Чанг из GameSpy высказал мнение, что визуальные эффекты были «выполнены так же качественно, как в любой видеоигре или художественном фильме». Джон Дэвисон из 1UP заявил, что как презентация, так и графика игры были потрясающими и «абсолютно красивыми». Обозреватель из Edge также высоко оценил эстетику как «красивую» и динамичную. Энди Келли из GamesRadar отметил, что визуальные эффекты были хорошо проработаны, хотя он заметил некоторые падения частоты кадров.